# Kazajistán en los Juegos Olímpicos de Pekín 2022
Kazajistán estuvo representado en los Juegos Olímpicos de Pekín 2022 por un total de 34 deportistas que competirán en 8 deportes. Responsable del equipo olímpico es el Comité Olímpico Nacional de Kazajistán, así como las federaciones deportivas nacionales de cada deporte con participación.
Los portadores de la bandera en la ceremonia de apertura fueron el patinador de velocidad en pista corta Abzal Azhgaliyev y la patinadora de velocidad Yekaterina Aidova. El equipo olímpico kazajo no obtuvo ninguna medalla en estos Juegos.